# Marcos Venâncio de Albuquerque
Marcos Venâncio de Albuquerque (Quixeramobim, Brasil, 18 de junio de 1980), más conocido como Ceará, es un exfutbolista brasileño. Jugaba de defensa.

## Clubes
| Club                | País    | Año         |
| ------------------- | ------- | ----------- |
| Santos FC           | Brasil  | 1999-2000   |
| Santa Cruz FC       | Brasil  | 2001        |
| Coritiba FC         | Brasil  | 2002-2003   |
| AD São Caetano      | Brasil  | 2004-2005   |
| Internacional       | Brasil  | 2006-2007   |
| Paris Saint-Germain | Francia | 2007-2012   |
| Cruzeiro            | Brasil  | 2012-2015   |
| Coritiba            | Brasil  | 2016        |
| Internacional       | Brasil  | 2016 - 2017 |
| América Mineiro     | Brasil  | 2017        |

## Palmarés

### Campeonatos regionales
| Título                | Club           | País         | Año  |
| --------------------- | -------------- | ------------ | ---- |
| Campeonato Paranaense | Coritiba FC    | Paraná       | 2003 |
| Campeonato Paulista   | AD São Caetano | San Pablo    | 2004 |
| Campeonato Mineiro    | Cruzeiro       | Minas Gerais | 2014 |

### Campeonatos nacionales
| Título               | Club                | País    | Año  |
| -------------------- | ------------------- | ------- | ---- |
| Copa de la Liga      | Paris Saint-Germain | Francia | 2008 |
| Copa de Francia      | Paris Saint-Germain | Francia | 2010 |
| Campeonato Brasileño | Cruzeiro            | Brasil  | 2013 |
| Campeonato Brasileño | Cruzeiro            | Brasil  | 2014 |

### Copas internacionales
| Título                 | Club             | País   | Año  |
| ---------------------- | ---------------- | ------ | ---- |
| Copa Libertadores      | SC Internacional | Brasil | 2006 |
| Copa Mundial de Clubes | SC Internacional | Japón  | 2006 |
| Recopa Sudamericana    | SC Internacional | Brasil | 2007 |